# متی ۱۰

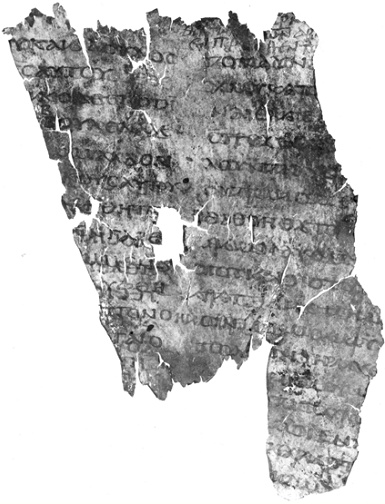
بخش قدیمی انجیل متی

متی ۱۰ (انگلیسی: Matthew 10) دهمین فصل در انجیل متی در بخش عهد جدید مسیحی کتاب مقدس است. این فصل با فراخواندن برخی از شاگردان توسط عیسی و فرستادن آنها برای موعظه و شفا آغاز می‌شود. این بخش برخلاف مأموریت بزرگ در پایان انجیل، به عنوان «گفتمان مأموریت» یا «مأموریت کوچک» نیز شناخته می‌شود (متی ۲۸:۱۸) –۲۰).
این دوازده نفر را عیسی فرستاد و به آنها دستور داد: «در میان غیریهودیان به هیچ جا نروید و به شهری از سامریان وارد نشوید.» در متی ۱۰ دستورالعمل‌های بسیار مشخصی در مورد اینکه چه چیزی، کجا، چرا و چگونه آنها را می‌فرستد، مشاهده می‌شود. اولین دستور او ساده است: آنها نباید این پیام را به غیر یهودیان یا سامری‌ها برسانند. این محدودیت فقط برای این مأموریت خاص اعمال می‌شود.
مأموریت کوچک به‌طور خاص به «گوسفند گمشده بنی‌اسرائیل»، هدایت می‌شود، در حالی که مأموریت بزرگ به همه ملت‌ها «تفسیر منبر» نشان می‌دهد که پیام عیسی در این گفتار «به سختی ممکن است خارج از محافل مسیحی یهودی به یادگار مانده باشد».
متی حواریون یا «دوازده شاگرد» را در آیات ۲ تا ۴ نام می‌برد و در حین سفر در اسرائیل به آنها آموزش دقیق می‌دهد. بقیه فصل تقریباً به‌طور کامل شامل سخنانی است که به عیسی نسبت داده شده‌است. بسیاری از اقوالی که در متی ۱۰ یافت می‌شود در لوقا ۱۰ و انجیل توماس نیز یافت می‌شود که جزء مقبولات حکم کتاب مقدس نیست.

## آیات ۱۷–۳۹
کتاب مقدس اورشلیم به این آیات به عنوان کتاب راهنمای مبلغ مذهبی اشاره می‌کند، و نشان می‌دهد که دامنه آنها وسیع‌تر از «اولین مأموریت رسولان» در آیات ۱–۱۶ است.

### آیه ۳۴
«فکر نکنید که آمده‌ام تا صلح را بر زمین بفرستم: نیامدم تا صلح را بفرستم، بلکه شمشیر را بیاورم.»
زیرا آمده‌ام تا: « پسر را بر پدر، دختر را بر مادر و عروس را بر مادرشوهرش برانگیزانم. دشمنان شخص، اهل خانهٔ خودشان خواهند بود.» سپس معنی آیه را در زمینه آیه ۳۵ بعدی توضیح می‌دهد، به این معنی که شمشیری که عیسی می‌آورد در اینجا درگیری نظامی نیست، بلکه همان‌طور که آیات ۳۵–۳۶ نشان می‌دهد، یک تقسیم اجتماعی شدید است که حتی نزدیک‌ترین پیوندهای خانوادگی را قطع می‌کند.
این متن بسیار مورد بحث است و اغلب بر اساس زمینه «معادشناسی-آخرالزمانی» قرن اول توضیح داده شده‌است. Matthew 10:34